# Landmåling
Landmåling er den teknik, videnskab og akkuratesse, der er tilknyttet opmåling af jordoverfladen i dens 3-dimensionale rumlige udstrækning, herunder at fastlægge fikspunkter, afstikke vinkler og måle afstande mellem givne punkter.
Landmåling anvendes i vid udstrækning til at udarbejde oversigtskort i et overskueligt format, ofte med det formål at fastlægge grænser for rettigheder, herunder ejendomsrettigheder, for såvel private som offentlige formål.
For at opnå de nævnte formål anvendes metoder og elementer, der er hentet fra bl.a. ingeniørvidenskaberne, herunder geometri, trigonometri, matematik, fysik samt geografi og jura.
Landmåling har været et element af meget stor betydning i udviklingen af det menneskelige samfund, og vi kan finde indikationer på anvendelse af landmåling helt tilbage til de tidligste perioder, hvor der er foregået bydannelser, omkring 5.000 år før vor tidsregning. Dertil kommer at landmåling er et nødvendigt element i fysiske planlægningsprocesser samt ved stort set enhver form for konstruktionsproces.
Landmåling anvendes i dag inden for bygge- og anlægssektoren, konstruktion af veje og bygninger, anlæg af kommunikationslinjer, udarbejdelse af landkort i enhver form og størrelse samt definition og fastlæggelse af grænser for ejendomsrettigheder.